# Mathijs ten Broeke
Mathijs ten Broeke (Zutphen, 1990) is een Nederlands politicus. Hij was gemeenteraadslid en wethouder in de gemeente Zutphen en is lid van de Socialistische Partij (SP).

## Loopbaan
Ten Broeke is geboren en getogen in de Zutphense wijk Waterkwartier. Hij werd rond zijn twintigste actief voor de SP. Hij studeerde journalistiek en trad daarna in dienst van de SP, eerst korte tijd voor de Europese fractie en daarna voor het landelijk partijkantoor. Bij de gemeenteraadsverkiezingen 2014 werd hij gekozen in de Zutphense gemeenteraad en een jaar later werd hij voorzitter van de vijfkoppige SP-fractie. In 2018 behoorde Ten Broeke tot de twaalf genomineerden voor het Beste Raadslid van Nederland.
Bij de gemeenteraadsverkiezingen 2018 was hij lijsttrekker. De SP verloor een zetel in Zutphen, maar vormde desondanks met GroenLinks, PvdA en VVD de nieuwe coalitie. De 28-jarige Ten Broeke werd namens de SP wethouder. Hij werd verantwoordelijk voor zorg en maatschappelijke ondersteuning, wonen, cultuur en erfgoed. Als verantwoordelijke voor cultuur in Zutphen botste hij met zijn eigen partij toen hij besloot het complex van het noodlijdende Theater Hanzehof aan te kopen. De fractie van de SP was er voorstander van om het gecontroleerd failliet te laten gaan. Ten Broeke zorgde als wethouder ervoor dat de marktwerking uit de huishoudelijke zorg werd gehaald. Ook verbeterde hij het leerlingenvervoer in de gemeente.
Van de oorspronkelijke wethouders bleef in mei 2022 enkel Ten Broeke over. De anderen waren tussentijds opgestapt. De SP in Zutphen ging bij de gemeenteraadsverkiezingen 2022 van vier naar drie zetels, en kwam niet terug in de coalitie. Ten Broeke verdween uit de plaatselijke politiek en trad als woordvoerder in dienst van de Woonbond. Bij de Tweede Kamerverkiezingen 2023 stond hij op een achtste plaats van de kandidatenlijst van de SP, te laag om gekozen te worden.

## Privéleven
Mathijs ten Broeke is getrouwd. Zijn partner was assistente van toenmalig fractievoorzitter in de Tweede Kamer Lilian Marijnissen.